# Saint-Loup-Hors

Saint-Loup-Hors este o comună în departamentul Calvados, Franța. În 1 ianuarie 2022 avea o populație de 521 de locuitori.